# Coelops
Genre
Coelops est un genre de mammifères chiroptères (chauves-souris), de la famille des Hipposideridae.

## Liste des espèces
Selon ITIS (23 septembre 2017) :
- Coelops frithii  Blyth, 1848
- Coelops robinsoni  Bonhote, 1908